# Wiedemannia microstigma
Wiedemannia microstigma är en tvåvingeart som först beskrevs av Mario Bezzi 1904.  Wiedemannia microstigma ingår i släktet Wiedemannia och familjen dansflugor. Inga underarter finns listade i Catalogue of Life.